# Siegfried Breuer (Politiker)
Siegfried Breuer (* 22. Dezember 1947 in Mulsum; † 2. Mai 2018 in Bremen) war ein deutscher Politiker (SPD).

## Biografie
Breuer war nach seiner Berufsausbildung zum Einzelhandelskaufmann sowie dem Erreichen der Fachhochschulreife und seinem Studium als Diplom-Sozialpädagoge im Justizvollzugsdienst tätig. Vom Jahr 1993 bis zu seinem Tod im Mai 2018 war er Geschäftsführer der Arbeitsförderungs-Zentrum GmbH.
Ab dem 13. Juni 2003 war Breuer für Bremerhaven Mitglied der Bremischen Bürgerschaft und stellvertretender SPD-Fraktionsvorsitzender. Zudem war er Mitglied im Haushalts- und Finanzausschuss und in Deputationen. Er war zugleich Geschäftsführer der Stadtverordnetenfraktion der SPD. Am 26. Januar 2005 schied er jedoch durch Verzicht vorzeitig aus der Bürgerschaft aus.
Breuer war verheiratet und hatte zwei Kinder.
Nach seinem Tod bekam er eine Seebestattung und anschließend wurde sein Namensschild auf einem Gedenk-Dalben am Deich in Bremerhaven montiert.